# Liste der Baudenkmale in Soltau
In der Liste der Baudenkmale in Soltau sind alle Baudenkmale der niedersächsischen Gemeinde Soltau im Landkreis Heidekreis aufgeführt. Der Artikel gibt den Stand von 2021 wieder.

## Baudenkmale in den Ortsteilen

### Ahlften
Ahlften liegt im Norden Soltaus. Seit 1293 ist Ahlften als Alfdinge oder Alchtingh und Alethem bekannt. Im 20. Jahrhundert wurde der Ort um Wohnsiedlungen erweitert.

#### Gruppe: Friedhof Drögenheide
Die Gruppe „Friedhof Drögenheide“ hat die ID 32687454.
Der Friedhof befindet sich nördlich des Wohngebietes Drögenheide und südlich des Heide Park Resort. In dem Kriegsgefangenenlager konnten bis zu 14.000 Gefangene interniert werden. Auf dem Friedhof des Lagers befinden sich die Grabstellen von verstorbenen Gefangenen aus den Jahren 1914 bis 1921. Das Mahnmal auf dem Friedhof gestaltete der Belgier de Bondt, der hier gefangen war. Das Mahnmal blieb unvollendet, es wurde nur eine Trauernde erstellt.

| Lage                                   | Bezeichnung  | Beschreibung                        | ID       | Bild |
| -------------------------------------- | ------------ | ----------------------------------- | -------- | ---- |
| Drögenheide 53° 1′ 17″ N, 9° 52′ 12″ O | Gräber       | Reihengräber (Drögenheide)          | 32793634 |      |
| 53° 1′ 17″ N, 9° 52′ 11″ O             | Gedenkstätte | Kriegsgefangenendenkmal Drögenheide | 32793571 |      |
| 53° 1′ 15″ N, 9° 52′ 12″ O             | Ehrenmal     |                                     | 32793615 |      |

#### Einzelbaudenkmale
| Lage                                            | Bezeichnung     | Beschreibung                                                                                                  | ID       | Bild |
| ----------------------------------------------- | --------------- | --- | -------- | ---- |
| Einfrielinger Weg 4 52° 59′ 57″ N, 9° 50′ 27″ O | Villa           | | 32792270 | BW   |
| Einfrielinger Weg 14 53° 0′ 0″ N, 9° 50′ 49″ O  | Treppenspeicher | | 32792246 | BW   |
| Vor den Höfen 2 53° 0′ 43″ N, 9° 50′ 29″ O      | Treppenspeicher | Der Hof wird das erste Mal 1657 erwähnt.                                                                      | 32794679 | BW   |
| Vor den Höfen 3 53° 0′ 47″ N, 9° 50′ 5″ O       | Treppenspeicher | Auf dem Hof steht das älteste Gebäude des Ortes. Der Speicher wurde 1740 erbaut, der Hof existiert seit 1596. | 32792198 | BW   |

### Brock
| Lage                                 | Bezeichnung              | Beschreibung | ID       | Bild |
| ------------------------------------ | ------------------------ | ------------ | -------- | ---- |
| Bassel 4 52° 57′ 26″ N, 9° 51′ 48″ O | Wohn-/Wirtschaftsgebäude |              | 32796339 | BW   |
| Brock 1 52° 56′ 21″ N, 9° 50′ 31″ O  | Speicher/Remise          |              | 32794123 | BW   |
| Brock 1 52° 56′ 20″ N, 9° 50′ 30″ O  | Wohnhaus                 |              | 32794099 | BW   |
| Brock 1 52° 56′ 19″ N, 9° 50′ 29″ O  | Wohnhaus                 |              | 32794099 | BW   |
| Brock 1 52° 56′ 19″ N, 9° 50′ 31″ O  | Stall                    |              | 32795334 | BW   |
| Brock 1 52° 56′ 18″ N, 9° 50′ 33″ O  | Wagenunterstand          |              | 32795355 | BW   |
| Brock 1 52° 56′ 17″ N, 9° 50′ 32″ O  | Stall                    |              | 32793963 | BW   |

### Deimern
| Lage                                | Bezeichnung              | Beschreibung | ID       | Bild |
| ----------------------------------- | ------------------------ | ------------ | -------- | ---- |
| Deimern 4 53° 1′ 53″ N, 9° 54′ 4″ O | Wohn-/Wirtschaftsgebäude |              | 32793481 | BW   |
| Deimern 4 53° 1′ 53″ N, 9° 54′ 4″ O | Brunnenring              |              | 32793985 | BW   |
| Deimern 6 53° 1′ 55″ N, 9° 54′ 6″ O | Querdurchfahrtscheune    |              | 32792877 | BW   |
| Deimern 6 53° 1′ 54″ N, 9° 54′ 9″ O | Treppenspeicher          |              | 32793506 | BW   |

### Dittmern
| Lage                                  | Bezeichnung         | Beschreibung | ID       | Bild |
| ------------------------------------- | ------------------- | ------------ | -------- | ---- |
| An der K 2 53° 1′ 13″ N, 9° 53′ 53″ O | Kriegergedenkstätte |              | 32796456 |      |

### Harber
| Lage                                              | Bezeichnung              | Beschreibung          | ID       | Bild |
| ------------------------------------------------- | ------------------------ | --------------------- | -------- | ---- |
| An der Bundesstraße 7 52° 59′ 38″ N, 9° 54′ 44″ O | Wohn-/Wirtschaftsgebäude |                       | 32796476 |      |
| Tiegen 2 52° 58′ 52″ N, 9° 53′ 34″ O              | Speicher                 | ehem. Treppenspeicher | 32794571 |      |
| Abelbecker Weg 9 52° 59′ 15″ N, 9° 54′ 22″ O      | Wohn-/Wirtschaftsgebäude |                       | 32794384 | BW   |

### Hötzingen
| Lage                                    | Bezeichnung                | Beschreibung | ID       | Bild |
| --------------------------------------- | -------------------------- | --- | -------- | ---- |
| Emmanshöhe 52° 59′ 32″ N, 10° 0′ 59″ O  | Gedenkstein                | Die Emmanshöhe liegt im nördlichen Teil des Truppenübungsplatzes Munster und hat eine Höhe von etwa 90 Meter. Der Gedenkstein wurde um 1910 aufgestellt und zeigt einen antikisierenden Helm mit Schild. Er soll an einen Offizier erinnern. Da das Denkmal auf dem Truppenübungsplatz liegt, ist es nicht öffentlich zugänglich! | 32796499 |      |
| Emmingen 6 52° 59′ 58″ N, 9° 58′ 50″ O  | Bahnhofsgebäude            | | 32794617 | BW   |
| Emmingen 21 53° 0′ 4″ N, 9° 58′ 14″ O   | Wohn- / Wirtschaftsgebäude | | 32793778 | BW   |
| Hötzingen 16 53° 0′ 38″ N, 9° 58′ 12″ O | Treppenspeicher            | | 32793228 | BW   |

### Leitzingen
| Lage                                      | Bezeichnung                | Beschreibung          | ID       | Bild |
| ----------------------------------------- | -------------------------- | --------------------- | -------- | ---- |
| Leitzingen 9 52° 59′ 4″ N, 9° 45′ 44″ O   | Wohn- / Wirtschaftsgebäude |                       | 32793799 | BW   |
| Leitzingen 9 52° 59′ 2″ N, 9° 45′ 42″ O   | Treppenspeicher            |                       | 32792318 | BW   |
| Leitzingen 9 52° 59′ 3″ N, 9° 45′ 42″ O   | Erdkeller                  |                       | 32795154 | BW   |
| Leitzingen 9 52° 59′ 3″ N, 9° 45′ 43″ O   | Brunnen                    | Brunnenring           | 32795175 | BW   |
| Leitzingen 9 52° 59′ 4″ N, 9° 45′ 42″ O   | Stall                      | ehem. Schafstall      | 32795133 | BW   |
| Leitzingen 9 52° 59′ 5″ N, 9° 45′ 44″ O   | Stall                      | Schweinestall         | 32793821 | BW   |
| Leitzingen 9 52° 59′ 6″ N, 9° 45′ 43″ O   | Scheune                    | Querdurchfahrtscheune | 32793842 | BW   |
| Leitzingen 12 52° 58′ 58″ N, 9° 45′ 42″ O | Backhaus                   |                       | 32795200 | BW   |
| Leitzingen 12 52° 58′ 57″ N, 9° 45′ 43″ O | Treppenspeicher            |                       | 32795222 | BW   |
| Leitzingen 16 52° 58′ 53″ N, 9° 45′ 24″ O | Treppenspeicher            |                       | 32796180 | BW   |

### Marbostel
| Lage                                    | Bezeichnung              | Beschreibung | ID       | Bild |
| --------------------------------------- | ------------------------ | ------------ | -------- | ---- |
| Marbostel 1 52° 56′ 22″ N, 9° 49′ 41″ O | Wohn-/Wirtschaftsgebäude |              | 32796759 | BW   |
| Marbostel 1 52° 56′ 22″ N, 9° 49′ 42″ O | Schweinestall            |              | 32792365 | BW   |
| Marbostel 2 52° 56′ 27″ N, 9° 49′ 50″ O | Scheune/Speicher         |              | 32792383 | BW   |
| Marbostel 3 52° 56′ 18″ N, 9° 49′ 42″ O | Wohn-/Wirtschaftsgebäude |              | 32795445 | BW   |
| Marbostel 3 52° 56′ 18″ N, 9° 49′ 41″ O | Stall                    |              | 32792407 | BW   |
| Marbostel 3 52° 56′ 18″ N, 9° 49′ 44″ O | Treppenspeicher          |              | 32795471 | BW   |
| Meßhausen 5 52° 56′ 50″ N, 9° 49′ 23″ O | Hof                      |              |          | BW   |
| Meßhausen 7 52° 56′ 49″ N, 9° 49′ 17″ O | Treppenspeicher          |              | 32792426 | BW   |
| Meßhausen 9 52° 56′ 49″ N, 9° 49′ 11″ O | Treppenspeicher          |              | 32796688 | BW   |

### Meinern
| Lage                                      | Bezeichnung      | Beschreibung  | ID       | Bild |
| ----------------------------------------- | ---------------- | ------------- | -------- | ---- |
| Barmbruch 5 A 52° 58′ 27″ N, 9° 47′ 17″ O | Speicher/Scheune | Hof Barmbruch | 32793159 | BW   |
| Großeholz 2 52° 57′ 41″ N, 9° 45′ 23″ O   | Wohnhaus         |               | 32795111 | BW   |
| Meinern 1 52° 57′ 7″ N, 9° 45′ 54″ O      | Scheune          |               | 32796710 | BW   |
| Meinern 1 52° 57′ 5″ N, 9° 45′ 54″ O      | Schafstall       |               | 32795378 | BW   |

### Mittelstendorf
| Lage                                          | Bezeichnung              | Beschreibung                 | ID       | Bild |
| --------------------------------------------- | ------------------------ | ---------------------------- | -------- | ---- |
| Mittelstendorf 4 52° 56′ 55″ N, 9° 47′ 32″ O  | Treppenspeicher          |                              | 32796202 | BW   |
| Mittelstendorf 8 52° 56′ 54″ N, 9° 47′ 19″ O  | Wohn-/Wirtschaftsgebäude |                              | 32792723 |      |
| Mittelstendorf 8 52° 56′ 53″ N, 9° 47′ 19″ O  | Sandsteinbrunnenring     | Brunnen                      | 32792617 | BW   |
| Mittelstendorf 8 52° 56′ 55″ N, 9° 47′ 19″ O  | Stall                    | ehem. Hofschafstall          | 32791989 | BW   |
| Mittelstendorf 8 52° 56′ 52″ N, 9° 47′ 18″ O  | Speicher                 |                              | 32794746 | BW   |
| Mittelstendorf 8 52° 56′ 53″ N, 9° 47′ 18″ O  | Schweinestall            |                              | 32794721 | BW   |
| Mittelstendorf 8 52° 56′ 54″ N, 9° 47′ 16″ O  | Scheune                  | ehem. Wohnwirtschaftsgebäude | 32791964 | BW   |
| Mittelstendorf 9 52° 56′ 49″ N, 9° 47′ 37″ O  | Treppenspeicher          |                              | 32796289 |      |
| Mittelstendorf 10 52° 56′ 54″ N, 9° 47′ 18″ O | Wohnhaus                 | ehem. Scheune                | 32792014 | BW   |
| Mittelstendorf 12 52° 56′ 52″ N, 9° 47′ 15″ O | Wohnhaus                 | ehem. Häuslingshaus          | 32792599 | BW   |
| Wüsthof 1 52° 57′ 3″ N, 9° 46′ 36″ O          | Wohn-/Wirtschaftsgebäude | ehem. Häuslingshaus I        | 32796224 | BW   |
| Wüsthof 1 52° 57′ 2″ N, 9° 46′ 35″ O          | Felsenkeller             |                              | 32795521 | BW   |

### Moide
| Lage                                      | Bezeichnung     | Beschreibung | ID       | Bild |
| ----------------------------------------- | --------------- | ------------ | -------- | ---- |
| Willenbockel 1 52° 59′ 6″ N, 9° 59′ 20″ O | Treppenspeicher |              | 32794234 | BW   |

### Oeningen
| Lage                                  | Bezeichnung     | Beschreibung | ID       | Bild |
| ------------------------------------- | --------------- | ------------ | -------- | ---- |
| Oeningen 2 52° 59′ 56″ N, 9° 54′ 2″ O | Treppenspeicher |              | 32794234 | BW   |

### Soltau
| Lage                                                              | Bezeichnung                                      | Beschreibung                                                                    | ID        | Bild           |
| ----------------------------------------------------------------- | ------------------------------------------------ | ------------------------------------------------------------------------------- | --------- | -------------- |
| An der Zionskirche 52° 58′ 38″ N, 9° 49′ 34″ O                    | Ev.-luth. Zionskirche                            |                                                                                 | 32793183  | Weitere Bilder |
| Bahnhofstraße 13 52° 59′ 14″ N, 9° 50′ 2″ O                       | Ev. Kirche St. Johannis                          |                                                                                 | 32793887  | Weitere Bilder |
| Bergstraße 52° 59′ 21″ N, 9° 49′ 45″ O                            | Stadtfriedhof                                    |                                                                                 | 32796246  | Weitere Bilder |
| Bergstraße 11 52° 59′ 18″ N, 9° 49′ 58″ O                         | Wohnhaus                                         | Doppelhaus                                                                      | 32794077  |                |
| Bergstraße 52° 59′ 15″ N, 9° 50′ 6″ O                             | Kriegerdenkmal                                   |                                                                                 | 32796807  |                |
| Birkenstraße 1 52° 59′ 12″ N, 9° 50′ 52″ O                        | Ev. Lutherkirche                                 |                                                                                 | 32793341  | Weitere Bilder |
| Birkenstraße 3 52° 59′ 10″ N, 9° 50′ 51″ O                        | Pfarrhaus                                        |                                                                                 | 32795288  |                |
| Böhmheide 22 52° 59′ 1″ N, 9° 50′ 26″ O                           | Wassermühle/Ratsmühle                            | Mühle (Baukomplex)                                                              | 32795613  |                |
| Böhmheide 22 52° 59′ 1″ N, 9° 50′ 26″ O                           | Wassermühle/Ratsmühle                            | Müllerwohnhaus                                                                  | 32797155  |                |
| Böningweg 7 52° 59′ 20″ N, 9° 50′ 45″ O                           | Jüdischer Friedhof                               |                                                                                 | 32795309  |                |
| Breidingsgarten 5 52° 58′ 47″ N, 9° 50′ 31″ O                     | Landschaftspark                                  |                                                                                 | 32792580  |                |
| Breidingsgarten 5 52° 58′ 38″ N, 9° 50′ 28″ O                     | Wohnhaus                                         | Villa in Breidings Garten                                                       | 32792538  |                |
| Breidingsgarten 5 52° 58′ 39″ N, 9° 50′ 32″ O                     | Gartenhaus                                       |                                                                                 | 32792559  |                |
| Breidingsgarten 6 52° 58′ 41″ N, 9° 50′ 25″ O                     | Wohnhaus                                         | Gärtnerhaus                                                                     | 32794275  |                |
| Breidingsgarten 7 52° 58′ 47″ N, 9° 50′ 27″ O                     | Speicher                                         | Treppenspeicher von 1673                                                        | 32793419  |                |
| Feldstraße 22 (Kirche: Wiesenstraße 5) 52° 59′ 5″ N, 9° 49′ 59″ O | Kath. Kirche Sankt Maria vom heiligen Rosenkranz | Pfarramt Kath. Kirche Sankt Maria vom heiligen Rosenkranz                       | 32792812  |                |
| Feldstraße 24 52° 59′ 4″ N, 9° 49′ 57″ O                          | Wohnhaus                                         |                                                                                 | 32792833  |                |
| Feldstraße 28 52° 59′ 4″ N, 9° 49′ 54″ O                          | Wohnhaus                                         |                                                                                 | 32793031  |                |
| Freudenthalstraße 27 52° 59′ 3″ N, 9° 50′ 54″ O                   | Wohnhaus                                         | ehem. Schaltstation mit Beamtenwohnung                                          | 32793737  |                |
| Friedenstraße 6 52° 59′ 16″ N, 9° 50′ 8″ O                        | Wohnhaus                                         | Ehemaliges Hotel „Zum Kronprinzen“, heute Bar und Restaurant                    | 32793056  |                |
| Hagen 8 52° 59′ 5″ N, 9° 50′ 19″ O                                | Wohnhaus                                         | „Bürgermeisterhaus“, ältestes erhaltenes Haus in Soltau aus dem Jahr 1599       | 32795066  |                |
| Kirchstraße 4 52° 59′ 14″ N, 9° 50′ 11″ O                         | Geschäftshaus                                    |                                                                                 | 32796410g |                |
| Marktstraße 19 52° 59′ 7″ N, 9° 50′ 25″ O                         | Fabrikgebäude                                    | Standort der Felto – Filzwelt Soltau                                            | 32796389  |                |
| Mühlenstraße 1 52° 59′ 13″ N, 9° 50′ 22″ O                        | Wohnhaus                                         | ehem. Landvolkhaus von 1928, heute Gebäude des Feuerversicherungsvereins Soltau | 32792657  |                |
| Mühlenstraße 22 52° 59′ 19″ N, 9° 50′ 24″ O                       | Wohnhaus                                         |                                                                                 | 32793368  |                |
| Poststraße 2 52° 59′ 13″ N, 9° 50′ 22″ O                          | Wohn- und Geschäftshaus                          |                                                                                 | 32793913  |                |
| Poststraße 7 52° 59′ 13″ N, 9° 50′ 18″ O                          | Wohnhaus                                         | Standort des Spielmuseums Soltau                                                | 32795497  | Weitere Bilder |
| Poststraße 10 52° 59′ 14″ N, 9° 50′ 19″ O                         | Wohnhaus                                         | früherer Ratskeller, heute Restaurant „Medaillon“                               | 32795088  |                |
| Poststraße 11 52° 59′ 13″ N, 9° 50′ 16″ O                         | Superintendentur                                 | frühere Superintendentur, heute Standort des Museum Soltau                      | 32794843  |                |
| Poststraße 12 52° 59′ 14″ N, 9° 50′ 18″ O                         | Altes Rathaus                                    |                                                                                 | 32795566  |                |
| Poststraße 19 52° 59′ 18″ N, 9° 50′ 12″ O                         | Wohnhaus                                         | Hotel Meyn                                                                      | 32794434  |                |
| Quergasse 52° 59′ 20″ N, 9° 50′ 20″ O                             | Straßenzug                                       | Straßenpflaster                                                                 | 32792770  |                |
| Quergasse 2 52° 59′ 20″ N, 9° 50′ 23″ O                           | Wohnhaus                                         |                                                                                 | 32794342  |                |
| Quergasse 4 52° 59′ 21″ N, 9° 50′ 20″ O                           | Eckhaus                                          |                                                                                 | 32794363  |                |
| Quergasse 6 52° 59′ 21″ N, 9° 50′ 19″ O                           | Wohnhaus                                         |                                                                                 | 32795812  |                |
| Rosenstraße 52° 59′ 20″ N, 9° 50′ 19″ O                           | Straßenzug                                       | Straßenpflaster                                                                 | 32794913  |                |
| Rosenstraße 3 52° 59′ 18″ N, 9° 50′ 14″ O                         | Wohnhaus                                         |                                                                                 | 32794459  |                |
| Rosenstraße 5 52° 59′ 18″ N, 9° 50′ 15″ O                         | Wohnhaus                                         |                                                                                 | 32794702  |                |
| Rosenstraße 11 52° 59′ 20″ N, 9° 50′ 17″ O                        | Wohnhaus                                         |                                                                                 | 32794549  |                |
| Rosenstraße 18 52° 59′ 21″ N, 9° 50′ 21″ O                        | Wohnhaus                                         |                                                                                 | 32794321  |                |
| Rosenstraße 20 52° 59′ 22″ N, 9° 50′ 22″ O                        | Wohnhaus                                         |                                                                                 | 32793697  |                |
| Rosenstraße 22 52° 59′ 22″ N, 9° 50′ 22″ O                        | Wohnhaus                                         |                                                                                 | 32793676  |                |
| Scheibenstraße 23 52° 59′ 25″ N, 9° 50′ 23″ O                     | Wohn- und Geschäftshaus                          | Musikschule                                                                     | 32794030  |                |
| Schützenstraße 6 52° 59′ 20″ N, 9° 50′ 14″ O                      | Wohnhaus (abgebrochen)                           |                                                                                 | 32795045  | BW             |
| Schützenstraße 6 52° 59′ 20″ N, 9° 50′ 14″ O                      | Scheune (abgebrochen)                            |                                                                                 | 32793320  | BW             |
| Unter den Linden 8 52° 59′ 24″ N, 9° 50′ 11″ O                    | Fabrikgebäude                                    |                                                                                 | 32793080  |                |
| Visselhöveder Straße 9 52° 58′ 56″ N, 9° 49′ 51″ O                | Wohnhaus                                         |                                                                                 | 32796581  |                |
| Walsroder Straße 8 52° 59′ 0″ N, 9° 50′ 9″ O                      | Wohn- und Geschäftshaus                          | Ärztehaus                                                                       | 32793395  |                |
| Walsroder Straße 47 52° 58′ 54″ N, 9° 49′ 59″ O                   | Wohnhaus                                         |                                                                                 | 32796113  |                |
| Walsroder Straße 47 52° 58′ 54″ N, 9° 50′ 0″ O                    | Schuppen                                         |                                                                                 | 32796853  | BW             |
| Walsroder Straße 49 52° 58′ 54″ N, 9° 49′ 58″ O                   | Wohnhaus                                         |                                                                                 | 32796737  |                |
| Walsroder Straße 49 52° 58′ 53″ N, 9° 49′ 59″ O                   | Schuppen                                         |                                                                                 | 32796872  |                |
| Walsroder Straße 51 52° 58′ 53″ N, 9° 49′ 57″ O                   | Wohnhaus                                         |                                                                                 | 32794933  |                |
| Walsroder Straße 51 52° 58′ 53″ N, 9° 49′ 57″ O                   | Schuppen                                         |                                                                                 | 32796891  |                |
| Weinberg 4 52° 59′ 7″ N, 9° 49′ 50″ O                             | Wohnhaus (abgerissen)                            |                                                                                 | 32795743  | BW             |
| Weinberg 6 52° 59′ 7″ N, 9° 49′ 50″ O                             | Wohnhaus (abgerissen)                            |                                                                                 | 32795766  | BW             |
| Weinberg 8 52° 59′ 5″ N, 9° 49′ 47″ O                             | Wohnhaus                                         |                                                                                 | 32792470  |                |
| Weinberg 10/12 52° 59′ 5″ N, 9° 49′ 46″ O                         | Doppelwohnhaus                                   |                                                                                 | 32794007  |                |
| Wiesenstraße 18 52° 59′ 6″ N, 9° 50′ 1″ O                         | Wohnhaus                                         |                                                                                 | 32792294  |                |
| Wiesenstraße 24 52° 59′ 7″ N, 9° 49′ 56″ O                        | Wohnhaus                                         |                                                                                 | 32793863  |                |
| Wilhelmstraße 22 52° 59′ 12″ N, 9° 50′ 37″ O                      | Geschäftshaus                                    | ehemaliges Haus des Fabrikbesitzers L. Röders                                   | 32794795  |                |
| Wilhelmstraße 24 52° 59′ 12″ N, 9° 50′ 38″ O                      | Wohn- und Geschäftshaus                          | ehemaliges Haus des Fabrikbesitzers C. Röders                                   | 32794771  |                |

### Tetendorf
| Lage                                   | Bezeichnung        | Beschreibung    | ID       | Bild           |
| -------------------------------------- | ------------------ | --------------- | -------- | -------------- |
| Im Dorfe 1 52° 58′ 11″ N, 9° 50′ 38″ O | Treppenspeicher    | ehem. Kegelbahn | 32796601 | BW             |
| Im Dorfe 6 52° 58′ 22″ N, 9° 50′ 39″ O | Treppenspeicher    |                 | 32794866 | BW             |
| Im Dorfe 6 52° 58′ 21″ N, 9° 50′ 38″ O | Pavillon (Bauwerk) |                 | 32796623 | BW             |
| Weiherweg 9 52° 58′ 4″ N, 9° 51′ 21″ O | Mühlengebäude      |                 | 32792898 | Weitere Bilder |
| Weiherweg 9 52° 58′ 4″ N, 9° 51′ 20″ O | Wehr (Stauanlage)  |                 | 32795424 | Weitere Bilder |

### Wiedingen
| Lage                                   | Bezeichnung     | Beschreibung                                                       | ID       | Bild |
| -------------------------------------- | --------------- | ------------------------------------------------------------------ | -------- | ---- |
| Ellingen 53° 1′ 10″ N, 9° 47′ 19″ O    | Höfe            |                                                                    |          | BW   |
| Wiedingen 3 53° 0′ 28″ N, 9° 47′ 42″ O | Treppenspeicher |                                                                    | 32792493 | BW   |
| Wiedingen 15 53° 0′ 5″ N, 9° 47′ 9″ O  | Treppenspeicher |                                                                    | 32792926 | BW   |
| Wiedingen 15 53° 0′ 5″ N, 9° 47′ 10″ O | Erdkeller       | Kartoffelkeller                                                    | 32793301 | BW   |
| Wieheholz 53° 2′ 32″ N, 9° 47′ 12″ O   | Gedenkstein     | Der Gedenkstein erinnert an die Schlacht bei Soltau im Jahre 1519. | 32796648 |      |

### Woltem
| Lage                                                      | Bezeichnung              | Beschreibung          | ID       | Bild |
| --------------------------------------------------------- | ------------------------ | --------------------- | -------- | ---- |
| Frielingen 8 52° 58′ 39″ N, 9° 43′ 16″ O                  | Treppenspeicher          |                       | 32795244 | BW   |
| Frielingen 9 (Hof Springhorn) 52° 59′ 8″ N, 9° 43′ 38″ O  | Treppenspeicher          |                       | 32793251 | BW   |
| Frielingen 9 (Hof Springhorn) 52° 59′ 9″ N, 9° 43′ 38″ O  | Scheune                  | Querdurchfahrtscheune | 32794168 | BW   |
| Frielingen 9 (Hof Springhorn) 52° 59′ 10″ N, 9° 43′ 35″ O | Stall                    | Schweinestall         | 32794146 | BW   |
| 52° 58′ 8″ N, 9° 43′ 3″ O                                 | Kriegerdenkmal           |                       | 32795722 |      |
| Woltem 4 52° 57′ 54″ N, 9° 42′ 59″ O                      | Scheune                  | Querdurchfahrtscheune | 32794955 | BW   |
| Woltem 4 52° 57′ 54″ N, 9° 42′ 57″ O                      | Brunnen                  | Brunnenring           | 32794976 | BW   |
| Woltem 4 52° 57′ 54″ N, 9° 42′ 57″ O                      | Wohn-/Wirtschaftsgebäude |                       | 32794053 | BW   |
| Woltem 4 52° 57′ 55″ N, 9° 42′ 58″ O                      | Speicher (Bauwerk)       |                       | 32793937 | BW   |
| Woltem 11 52° 58′ 2″ N, 9° 43′ 2″ O                       | Remise                   |                       | 32792791 | BW   |
| Woltem 22 52° 58′ 5″ N, 9° 43′ 6″ O                       | Scheune                  | Querdurchfahrtscheune | 32794300 | BW   |
| Woltem 22 52° 58′ 5″ N, 9° 43′ 7″ O                       | Scheune                  | Längsdurchfahrtscheun | 32793654 | BW   |
| Woltem 22 52° 58′ 5″ N, 9° 43′ 6″ O                       | Wohn-/Wirtschaftsgebäude |                       | 32793104 | BW   |
| Woltem 22 52° 58′ 5″ N, 9° 43′ 7″ O                       | Stall                    | Schweinestall         | 32793207 | BW   |
| Woltem 22 52° 58′ 5″ N, 9° 43′ 8″ O                       | Treppenspeicher          |                       | 32794407 | BW   |
| Woltem 22 52° 58′ 6″ N, 9° 43′ 7″ O                       | Erdkeller                |                       | 32793757 | BW   |

### Wolterdingen
| Lage                                                 | Bezeichnung     | Beschreibung                          | ID       | Bild           |
| ---------------------------------------------------- | --------------- | ------------------------------------- | -------- | -------------- |
| Hubenkamp 53° 1′ 40″ N, 9° 50′ 51″ O                 | Friedhof        | Massengrab-Gräberfeld Litauen/E       | 32795789 |                |
| Auf dem Meeck 53° 1′ 34″ N, 9° 50′ 44″ O             | Bahnhofsgebäude | Bahnhof Wolterdingen; Empfangsgebäude | 32794210 |                |
| Wieheholzer Straße 2 53° 1′ 51″ N, 9° 49′ 51″ O      | Wohnhaus        | Vierständer-Hallenhaus                | 32793548 |                |
| Wolterdinger Dorfstraße 2 53° 1′ 55″ N, 9° 49′ 52″ O | Kriegerdenkmal  |                                       | 32794190 |                |
| Wolterdinger Dorfstraße 2 53° 1′ 51″ N, 9° 49′ 54″ O | Ev. Kirche      | Heilig-Geist-Kirche                   | 32793275 | Weitere Bilder |
| Wolterdinger Dorfstraße 2 53° 1′ 53″ N, 9° 49′ 54″ O | Scheune         | ehem. Zehntscheune                    | 32796784 |                |
| Wolterdinger Dorfstraße 2 53° 1′ 51″ N, 9° 49′ 53″ O | Glockenturm     |                                       | 32793442 |                |
| Wolterdinger Dorfstraße 2 53° 1′ 51″ N, 9° 49′ 54″ O | Kirchhof        |                                       | 32793461 |                |